# Championnat d'Océanie masculin de basket-ball 2015
Navigation
Édition précédente Édition suivante
Le championnat d'Océanie de basket-ball 2015 est la 22e édition du championnat d'Océanie de basket-ball masculin organisé par la FIBA Océanie. La compétition a lieu en Australie et en Nouvelle-Zélande du 15 août au 18 août 2015.
Seules deux équipes disputent le tournoi qualificatif pour les Jeux olympiques de 2016. L'Australie est ainsi sacrée pour la 19e fois championne d'Océanie. L'Australie est qualifiée pour les Jeux olympiques d'été de 2016. La Nouvelle-Zélande est qualifiée pour le Tournoi préolympique de basket-ball masculin 2016.

## Résultats
| Date         | Équipe 1         | Score   | Équipe 2         | Lieu       |
| ------------ | ---------------- | ------- | ---------------- | ---------- |
| 15 août 2015 | Australie        | 71 - 59 | Nouvelle-Zélande | Melbourne  |
| 18 août 2015 | Nouvelle-Zélande | 79 - 89 | Australie        | Wellington |

## Matches
| 15 août 2015 20 h 30 AEET | Rapport | Australie                                                | 71–59                    | Nouvelle-Zélande                              |  | Rod Laver Arena, Melbourne Affluence : 15 062 Arbitres : Stephen Seibel Michael Aylen Timothy Brown | Nine Network |
| 15 août 2015 20 h 30 AEET | Rapport | Score par quart-temps : 12-16, 22–10, 15–18, 22-15       |                          |                                               |  | Rod Laver Arena, Melbourne Affluence : 15 062 Arbitres : Stephen Seibel Michael Aylen Timothy Brown | Nine Network |
| 15 août 2015 20 h 30 AEET | Rapport | Andersen, Mills 17 Ryan Broekhoff 7 Dellavedova, Mills 4 | Points Rebonds Passes d. | Corey Webster 22 Isaac Fotu 10 Fotu, Vukona 3 |  | Rod Laver Arena, Melbourne Affluence : 15 062 Arbitres : Stephen Seibel Michael Aylen Timothy Brown | Nine Network |
| 15 août 2015 20 h 30 AEET | Rapport | L'Australie mène la série 1-0                            |                          |                                               |  | Rod Laver Arena, Melbourne Affluence : 15 062 Arbitres : Stephen Seibel Michael Aylen Timothy Brown | Nine Network |

| 18 août 2015 19 h 30 NZST | Rapport | Nouvelle-Zélande                                   | 79–89                    | Australie                                                    |  | TSB Bank Arena, Wellington Arbitres : Stephen Seibel Michael Aylen Timothy Brown | YouTube |
| 18 août 2015 19 h 30 NZST | Rapport | Score par quart-temps : 14-21, 19-19, 20–26, 26–23 |                          |                                                              |  | TSB Bank Arena, Wellington Arbitres : Stephen Seibel Michael Aylen Timothy Brown | YouTube |
| 18 août 2015 19 h 30 NZST | Rapport | Corey Webster 16 Fotu, Vukona 8 4 joueurs 3        | Points Rebonds Passes d. | Matthew Dellavedova 14 Andrew Bogut 10 Matthew Dellavedova 5 |  | TSB Bank Arena, Wellington Arbitres : Stephen Seibel Michael Aylen Timothy Brown | YouTube |
| 18 août 2015 19 h 30 NZST | Rapport | L'Australie remporte la série 2-0                  |                          |                                                              |  | TSB Bank Arena, Wellington Arbitres : Stephen Seibel Michael Aylen Timothy Brown | YouTube |

## Palmarès
Australie
(19e titre)